# Adalbert Bitterlich
Adalbert Bitterlich (* 20. Dezember 1895 in Georgswalde, Österreich-Ungarn; † 11. Januar 1972 in Siegen) war ein deutscher katholischer Theologe und Hochschullehrer.

## Leben
Er wurde im Königreich Böhmen geboren und besuchte das Gymnasium in Mariaschein, wo er die Matura ablegte. Danach studierte er Theologie in Leitmeritz, wo er zum römisch-katholischen Priester geweiht wurde.
Zunächst war er ein Jahr als Kaplan in Böhmisch-Leipa tätig, bevor er wieder nach Leitmeritz wechselte, wo er als Domprediger und Vikarist an der dortigen Kathedralkirche und als Katechet an der Bürgerschule und danach als Studienprofessor am Gymnasium tätig war. In Prag nahm er ein Theologiestudium auf, das er mit der Promotion zum Dr. theol. abschloss. Danach unterrichtete er als Professor Moraltheologie und Kirchenrecht am Priesterseminar in Leitmeritz. Gleichzeitig wurde er Offizial des Konsistoriums Leitmeritz.
Nach der deutschen Besetzung der Grenzgebiete der Tschechoslowakei im Oktober 1938 und der Bildung des Sudetengaues erhielt er Schulverbot in Leitmeritz und wurde aus der Stadt vertrieben. Nachdem er zunächst als Seelsorger für Winer Flüchtlinge gearbeitet hatte, ließ er sich in Lichtenau in Mittelfranken als Seelsorger und Religionslehrer nieder. Später wurde er Professor für Pastoraltheologie der philosophisch-theologischen Hochschule in Königstein. Daneben wirkte er auch in seinem Wohnort Schneidhain als Seelsorger und Pfarrer. Für seine Verdienste wurde er zum Päpstlichen Hausprälaten ernannt.